# بوب بلامر
بوب بلامر هو كاتب كندي، ولد في 1962 في مونتريال في كندا.

## معرض صور

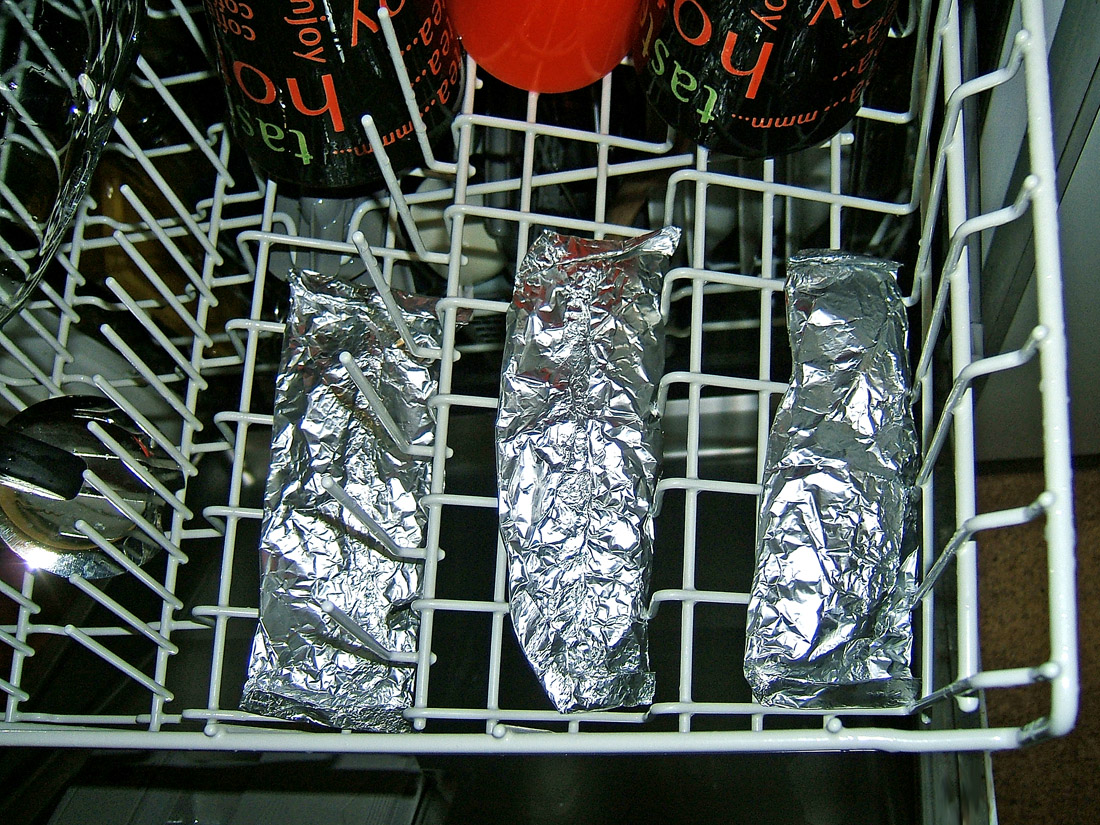
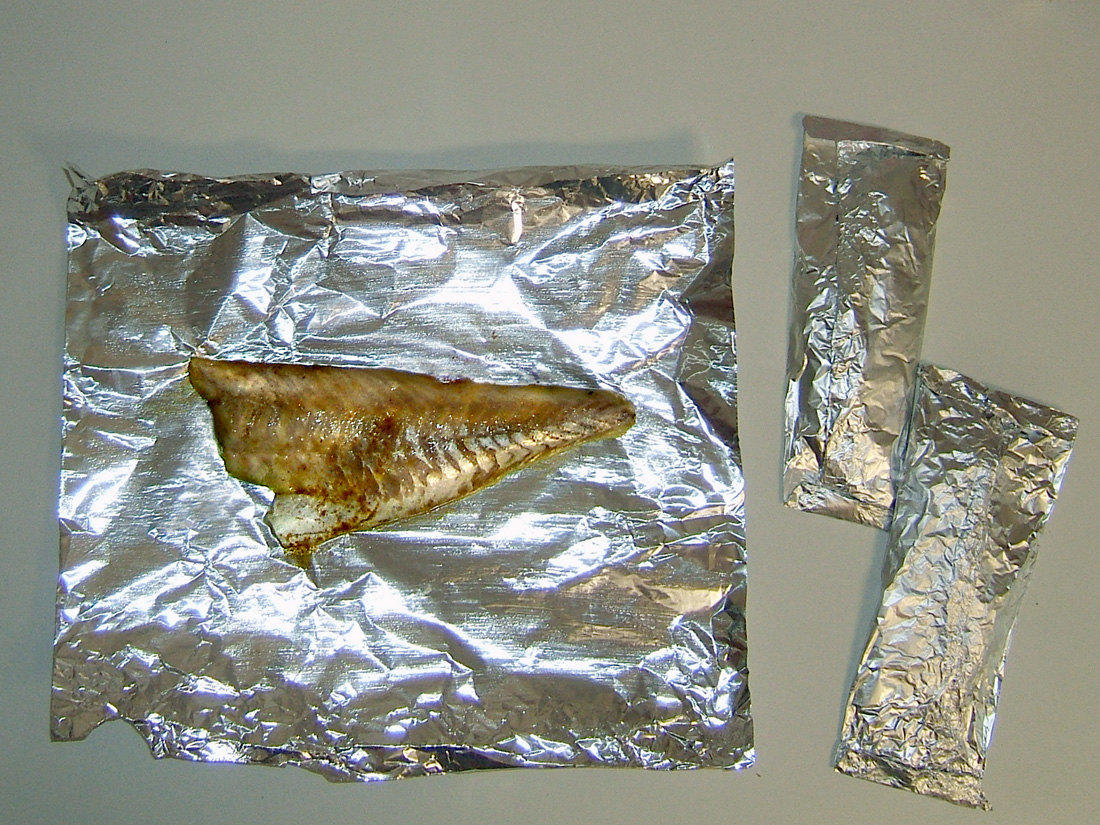
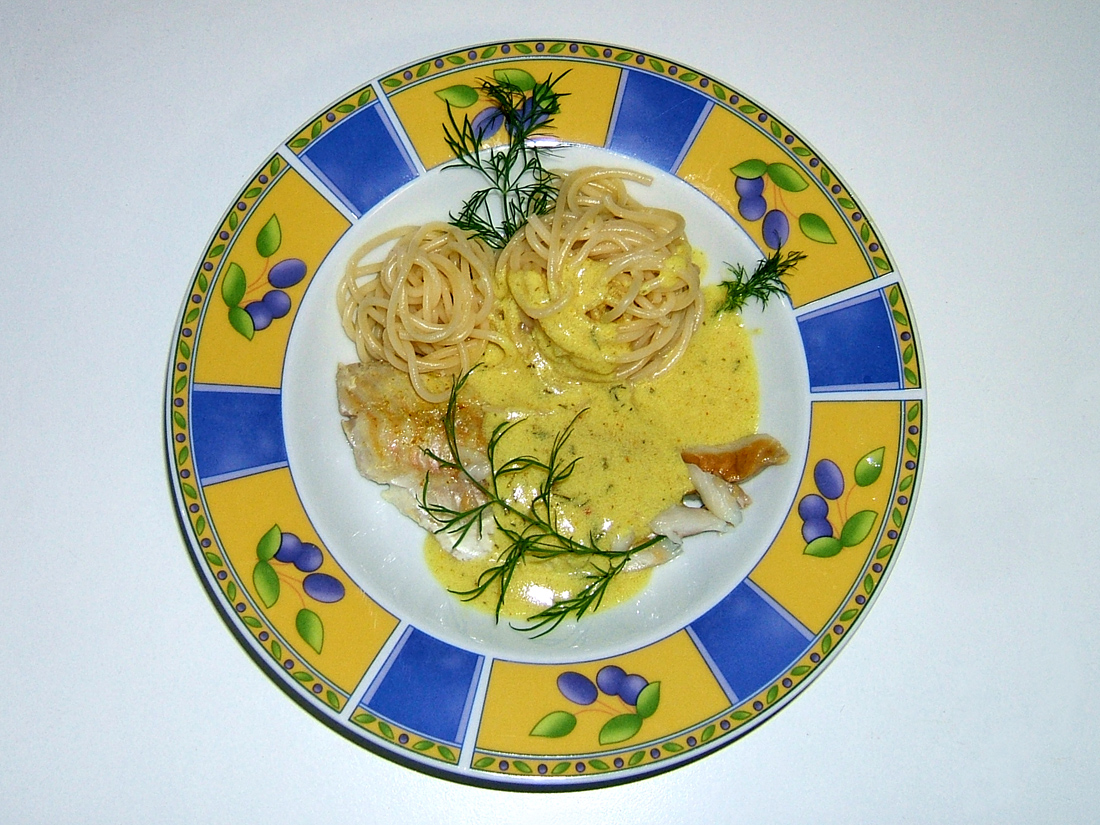

## وصلات خارجية
- الموقع الرسمي